# The Albion Band
The Albion Band war eine britische Folkrock-Gruppe, als Albion Country Band im Jahr 1972 vom Bassisten, Songwriter und langjährigen Bandleader Ashley Hutchings (* 26. Januar 1945) mit dem Ziel gegründet, traditionelle Lieder und Tänze noch authentischer als vergleichbare Gruppen auf der Basis eines Rock-Fundaments zu interpretieren. Die Albion Band erlebte im Laufe ihrer mehr als vierzigjährigen Geschichte eine Vielzahl von Besetzungswechseln und damit verknüpft einen mehrmaligen Wechsel ihres musikalischen Stils. Speziell in den 1970er Jahren verlieh sie dem Folkrock englischer Prägung eine Reihe innovativer Impulse und leistete einen wesentlichen Beitrag zur Weiterentwicklung dieses Genres.

## Bandgeschichte

### Die Anfänge (1967 bis 1973)
Nach gemeinsamen Erfahrungen in einer Amateurband gründete Ashley Hutchings zusammen mit den Gitarristen Simon Nicol und Richard Thompson im Frühjahr 1967 die Band Fairport Convention, deren Debütalbum Mitte 1968 erschien. Im Laufe des nächsten Jahres folgten drei weitere Alben, die zunehmend in Richtung Folkrock tendierten. Die im November 1969 veröffentlichte Platte Liege & Lief gilt heute als das einflussreichste Folk-Album aller Zeiten. Obwohl die Band nunmehr auch kommerziell erfolgreich war, entstanden gruppeninterne Differenzen über den künftigen musikalischen Kurs. Ashley Hutchings wollte die englische Volkslied-Tradition noch stärker in das Repertoire einbinden, während die damalige Sängerin Sandy Denny den Fokus auf Eigenkompositionen und „modernere“ Songstrukturen legte. Beide verließen schließlich die Band auf getrennten Wegen.
Ende 1969 schloss sich Hutchings dem Folk-Duo Maddy Prior und Tim Hart an. Aus dieser Verbindung entstand die Gruppe Steeleye Span, die im Laufe der nächsten beiden Jahre drei Alben unter der Mitwirkung von Hutchings produzierte. Dann erfolgte hier ebenfalls die Trennung, zum Teil bedingt durch persönliche Animositäten innerhalb der Band und auch auf Grund unterschiedlicher Auffassungen hinsichtlich des Musikstils.
Im Spätsommer 1971 heiratete Ashley Hutchings die Folksängerin Shirley Collins. Zusammen mit ihr und 24 weiteren Musikern, die unter dem Sammelbegriff The Albion Country Band firmierten, entstand im selben Jahr das Folkrock-Album No Roses. Einige Chronisten betrachten diese Produktion als Geburtsstunde der späteren Albion Band, obwohl die Platte eher zum Œuvre von Shirley Collins zählt und der Bandname ursprünglich nur für diese eine Aufnahmesession gedacht war.
Nach mehreren kurzlebigen Projekten griff Hutchings 1972 auf die bereits existierende Bezeichnung Albion Country Band zurück und stellte unter diesem Namen eine neue Band zusammen. Während des gesamten Jahres trat die Gruppe in häufig wechselnder und manchmal „tagesaktueller“ Besetzung in Clubs und Universitäten auf. Mitglieder waren unter anderem Richard Thompson, Simon Nicol und Linda Peters, später bekannt als Linda Thompson. Schließlich entstand Anfang 1973 mit Ashley Hutchings, Martin Carthy, Sue Harris, John Kirkpatrick, Simon Nicol und Roger Swallow eine feste Besetzung.
Aus der Frühzeit der Band existieren nur wenige Aufnahmen. Eine davon findet sich auf dem Soloalbum Stroll On von Steve Ashley (produziert 1972, veröffentlicht 1974) in Form des achtminütigen Titels Lord Bateman. Schließlich bekam die Albion Country Band im Jahr 1973 vom Label Island Records die Chance zu einer Plattenaufnahme. Das von der Musikkritik später überwiegend positiv beurteilte Battle of the Field enthielt mit Ausnahme von zwei Kompositionen von Richard Thompson nur traditionelles Material. Noch vor dem Erscheinen des Albums löste sich die Albion Country Band im August 1973 auf. Island Records verschob die Plattenveröffentlichung auf unbestimmte Zeit, da es aus Sicht der Firma wenig Sinn machte, eine Gruppe zu promoten, die nicht mehr existierte.
Der Rückschlag traf Ashley Hutchings hart. Er zog sich auf das Land zurück, wo er einige Monate als Briefträger arbeitete. Zeitweise hörte er ganz zu spielen auf, und das entsprechende Kapitel seiner Biografie schließt mit den Worten: „I had finished.“ (deutsch: „Ich war am Ende.“)

### Von der Etchingham Steam Band zur Albion Band (1974 bis 1978)
Anfang 1974, in der Zeit der Ölkrise und der wirtschaftlichen Rezession, verzichtete Ashley Hutchings vorerst darauf, eine neue Folkrock-Formation ins Leben zu rufen. Stattdessen tourte er zusammen mit seiner Frau Shirley Collins in kleiner und rein akustischer Besetzung zu Auftritten in Folk-Clubs und zu verschiedenen Festivals. Die Phase der Etchingham Steam Band währte etwa zwei Jahre bis Anfang 1976 und wurde erstmals auf einer 1995 erschienenen Live-CD dokumentiert.
Die Rückkehr zum Electric Folk wurde durch Ashley Hutchings’ erfolgreiche Solo-Alben begünstigt: Bereits 1972 war mit Morris On (unter Mitwirkung von Richard Thompson) eine Folkrock-Version traditioneller englischer Morris Dances erschienen. Daran schloss sich 1974 das Album The Compleat Dancing Master an (zusammen mit John Kirkpatrick), eine Collage aus Tanzkompositionen und musikbezogenen Texten, die von Schauspielern aus Werken von William Shakespeare oder Charles Dickens rezitiert wurden. Für Aufsehen sorgte 1975 die vom Musikjournalisten und Buchautor Karl Dallas initiierte Vierfach-LP The Electric Muse: The Story of Folk into Rock. Die sorgfältig editierte Retrospektive enthielt mehrere Titel der „verschollenen“ Platte Battle of the Field. Nun mehrten sich die Stimmen, die von Island Records die Veröffentlichung des Albums forderten. Dies geschah im April 1976, und am Ende des Jahres kam das Nachfolge-Opus von Morris On, das instrumental breiter aufgestellte Son of Morris On, auf den Markt. Das Album gab die stilistische Richtung der neu gegründeten Albion Dance Band für die nächsten Jahre vor: ein solides Rockfundament mit ausreichend Spielraum für Blasinstrumente sowie für Melodeon und Concertina. Die neue Formation spielte 1976 erstmals vor großem Publikum, unter anderem in der Royal Festival Hall. Dabei überraschte sie nicht nur mit zwei Schlagzeugern (Dave Mattacks und Michael Gregory), sondern präsentierte mit Philipp (Phil) Pickett und John Sothcott auch zwei klassisch ausgebildete Künstler auf verschiedenen Blas- und Streichinstrumenten der Renaissance. Für die Einspielung des Semi-Studioalbums The Prospect Before Us (Februar 1977) wurde der Ex-Gryphon-Gitarrist Graeme Taylor fester Bestandteil des zeitweise elf Mitglieder umfassenden Ensembles.
The Prospect Before Us war sorgfältig arrangiert und enthielt mit La Sexte Estampie Real einen Instrumentaltitel des 13. Jahrhunderts. Das Album bekam durchweg gute Kritiken, und entsprechend hoch waren die Erwartungen an den Nachfolger. Rise Up Like The Sun wurde im März 1978 veröffentlicht und wies zwei Besonderheiten auf: Zum einen verkürzte die Gruppe ihren Namen erstmals zu Albion Band, und zum anderen hatte Ashley Hutchings, der zu dieser Zeit eine „Zweitkarriere“ als musikalischer Leiter am Royal National Theatre begann, dem Sänger, Songwriter und Melodeonspieler John Tams die Konzeption des Albums übertragen. Tams nutzte die ihm gewährten Freiheiten, indem er den damaligen Folkrock-Begriff neu definierte und Jazz-Anleihen sowie elektronische Stilmittel mit traditionellen Elementen verschmolz. Bis heute gilt Rise Up Like the Sun als musikalischer Höhepunkt und innovativste Leistung der Albion Band.

### Die Nationaltheater-Jahre (1978 bis 1981)
In den nächsten Jahren war die Albion Band vorwiegend für das Royal National Theatre tätig. Ashley Hutchings und John Tams als „Music Directors“ konzipierten die Bühnenmusik für eine Reihe von Theaterstücken und szenischen Aufführungen, wobei sie weitgehend auf traditionelles Musikmaterial zurückgriffen. Im März 1978 startete Lark Rise im zum National Theatre gehörenden Cottesloe Theatre (jetzt Dorfman Theatre), und im November 1979 folgte die Premiere von Candleford, jeweils basierend auf der Trilogie Lark Rise to Candleford der englischen Schriftstellerin Flora Thompson aus dem Jahr 1945. Das stark autobiografisch geprägte Werk beschreibt den allmählichen Wandel Englands von einer wertkonservativen Agrargesellschaft zur modernen Industrienation gegen Ende des 19. Jahrhunderts. Sowohl bei Lark Rise als auch bei Candleford stand der dörfliche beziehungsweise kleinstädtische Alltag im Mittelpunkt der Handlung. Somit bot sich einer Folkrock-Formation wie der Albion Band eine Vielzahl von musikalischen Anknüpfungspunkten. Ein Studioalbum der Bühnenmusik (inklusive einiger gesprochener Szenen) erschien im November 1980. Obwohl die Band auch an weiteren Projekten wie den Bibel-Inszenierungen The Passion und The Nativity beteiligt war, blieb Lark Rise to Candleford das einzige Album dieser Periode.
Nach Abschluss der Theaterphase kam es innerhalb der Band zu Unstimmigkeiten über den künftigen musikalischen Kurs. Vor allem John Tams und Graeme Taylor wollten die progressive Richtung im Stil von Rise Up Like the Sun weiter ausbauen, während Ashley Hutchings am bewährten Folkrock-Schema festhielt. Die unterschiedlichen Ansichten ließen sich nicht vereinbaren, und so brach die Albion Band in ihrer bisherigen Form auseinander.

### Umgruppierungen und Konsolidierung (1982 bis 1990)
Ab 1982 präsentierte sich die Albion Band in kleinerer und stark veränderter Besetzung. Vokalistisches Aushängeschild für die nächsten Jahre wurde die Sängerin Cathy Lesurf (vorher bei Fiddler’s Dram beziehungsweise bei der Oyster Band). Das Album Light Shining (Januar 1983) bedeutete in gewisser Weise einen Bruch mit der Zielsetzung früherer Produktionen: Der Anteil traditioneller Songs ging zurück, dafür nahmen die Eigenkompositionen der einzelnen Bandmitglieder breiten Raum ein. Vor allem Ashley Hutchings, der vorher nur sporadisch als Songwriter in Erscheinung getreten war, komponierte und textete nun einen erheblichen Teil des Repertoires.
Für das traditionell ausgerichtete und rein instrumentale Shuffle Off! (ebenfalls 1983) erfolgte die kurzzeitige Wiederbelebung der alten Bezeichnung Albion Dance Band. Ein Jahr später schloss sich im Zuge einer erneuten Umstrukturierung der Folkmusiker Phil Beer (Gitarre, Mandoline und Geige) der Gruppe an. Der weitere Verlauf der 1980er Jahre war für die Albion Band eine relativ krisenfreie Phase. Fast jedes Jahr erschien nun ein neues Album, und zudem war die Band an mehreren Theater- und Multimedia-Projekten beteiligt, die in Ausschnitten auf der Doppel-CD Songs from the Shows, Vol. 1 and 2 zu finden sind. Nach dem Album The Wild Side of Town (1987), das im Zeichen ökologischer Themen stand, verließ die Sängerin Cathy Lesurf die Band, ohne dass ein gleichwertiger Ersatz an ihre Stelle trat. Die Gesangsparts übernahmen nun hauptsächlich Phil Beer und Ashley Hutchings, gelegentlich auch die Gastsängerin Polly Bolton. Die Dekade endete mit der stilistisch geschlossenen und die Folkrock-Wurzeln wieder stärker betonenden Produktion The Albion Band 1990.

### Kurzlebige Bandprojekte und Hinwendung zum Akustik-Folk (1991 bis 1997)
1991 ergänzte die Singer/Songwriterin Julie Matthews (Gesang, Gitarre, Keyboard) die Gruppe, die im Jahr darauf einen erneuten Stil- und Personalwechsel vollzog. Mit Keith Hinchliffe kam ein weiterer Gitarrist hinzu, dafür verzichtete Ashley Hutchings fortan auf einen Schlagzeuger. Von beiden Formationen erschien kein eigenständiges Album, lediglich die 1994 veröffentlichte Rückschau Captured fasst die Jahre 1991 und 1992 auf einer CD zusammen.
In konsequenter Verfolgung des neuen musikalischen Weges gründete Ashley Hutchings 1993 eine vierköpfige, rein akustische Albion Band, bestehend aus Hutchings selbst (Gesang, akustische Bassgitarre), Simon Nicol (Gesang, Gitarre), Chris While (Gesang, Gitarre) und Ashley Reed (Gesang, Violine). Die Songs auf der ersten gemeinsamen CD Acousticity waren nur zu einem geringen Teil traditionell, sondern hauptsächlich Neukompositionen im Folkstil oder stammten von Künstlern wie Beth Nielsen Chapman oder Nic Jones. Für die Studioarbeit an Albion Heart (1995) kehrte Julie Matthews in die Band zurück und blieb bis zum Ende der akustischen Phase.

### Rückkehr zum Folkrock (1998 bis 2002)
Die Rückkehr in das schmal gewordene Segment des britischen Folkrocks stellte die Band vor die Aufgabe, sich einem veränderten musikalischen Umfeld anpassen zu müssen. Ashley Hutchings entschied sich für die klassische Rockbesetzung mit Gitarre, Bass und Schlagzeug, die lediglich durch den Geiger Joe Broughton in Richtung Folkstil erweitert wurde. Das erste gemeinsame Album Happy Accidents verzichtete auf traditionelle Anleihen und bot eher eine spezielle Spielart des Independent-Rocks. An dieser stilistischen Ausrichtung änderte sich in den folgenden Jahren nur wenig. Trotz einiger positiver Besprechungen in der Musikfachpresse blieb das Publikumsinteresse mäßig. Die Gruppe hatte zunehmend Schwierigkeiten, geeignete Veranstaltungsorte zu finden und wurde immer seltener für Live-Auftritte gebucht. In Anbetracht dieser prekären Situation erklärte Ashley Hutchings im Herbst 2002 sein bisher letztes Albion-Band-Projekt nach vier Studioalben und einer Live-CD für beendet.

### Die Albion Christmas Band (2003 bis heute)
Die Albion Christmas Band als Seitenzweig der Albion Band interpretiert seit mehr als 15 Jahren traditionelle englische Weihnachtslieder und „Wintersongs“ auf akustischen Instrumenten. Abgesehen von gelegentlichen Gastmusikern umfasst die Gruppe die vier Mitglieder Kellie While (Gesang, Gitarre), Ashley Hutchings (Gesang, Bass), Simon Nicol (Gesang, Gitarre) und Simon Care (Gesang, Melodeon, Concertina). Die Albion Christmas Band als „saisonales Projekt“ geht einmal im Jahr in der Vorweihnachtszeit auf Tournee und hat bisher acht CDs mit dieser speziellen Musik eingespielt.

### Neubeginn und endgültige Auflösung (2011 bis 2014)
Die „Wiedergeburt“ der Albion Band stand im Zeichen eines Generationswechsels. Blair Dunlop, der Sohn von Ashley Hutchings und der Folksängerin Judy Dunlop, übernahm 2011 das musikalische Erbe seines Vaters und damit die Leitung einer neu formierten sechsköpfigen Band. Das 2012er-Album The Vice of the People enthielt einige traditionelle Songs und vermittelte auch von der Instrumentierung her den Eindruck, dass die Gruppe sich wieder stärker am klassischen Folkrock orientierte. Am 10. Januar 2014 gab Blair Dunlop in Form eines offenen Briefes auf seiner Website die Auflösung der Albion Band bekannt und kündigte in dem Zusammenhang an, dass sich die Bandmitglieder nunmehr auf ihre Solokarrieren konzentrieren würden. Eine weitere Zusammenarbeit sei jedoch auch künftig beabsichtigt.

## Bandmitglieder (Auswahl)
Im Laufe mehrerer Jahrzehnte waren etwa 160 Folk- und Rock-Musiker mit der Albion Band mehr oder minder eng verflochten. Die nachstehende Auswahl berücksichtigt jene Personen, die längere Zeit Mitglied der Gruppe waren oder deren Stil mitgeprägt hatten (in alphabetischer Reihenfolge).
- Phil Beer (Gesang, Gitarre, Oud, Mandoline, Mandoloncello, Geige + Songkomposition), 1984 bis 1992, 1999
- Joe Broughton (Geige, Piano, Gitarre, Mandoline, Synthesizer, Keyboard + Songkomposition), 1997 bis 2002
- Pete Bullock (Keyboard, Saxophon + Songkomposition), 1977 bis 1981
- Simon Care (Melodeon, Concertina, Percussion, Trommel + Songkomposition), 1987 bis 1992, 2003 bis 2013
- Martin Carthy (Gesang, Gitarre), 1973, 1978 bis 1981
- Shirley Collins (Gesang), 1972, 1974 bis 1977, 1979 bis 1981
- Gavin Davenport (Gesang, Gitarre, Cister, Concertina), 2011 bis 2014
- Blair Dunlop (Gesang, Gitarre + Bandleader), 2011 bis 2014
- Trevor Foster (Schlagzeug), 1984 bis 1990
- Katriona Gilmore (Gesang, Geige, Mandoline), 2011 bis 2014
- Michael Gregory (Schlagzeug), 1976 bis 1981
- Sue Harris (Gesang, Oboe, Dulcimer), 1973
- John Kirkpatrick (Gesang, Concertina, Akkordeon, Melodeon, Piano), 1973, 1980
- Chris Leslie (Gesang, Geige + Songkomposition), 1996 bis 1997
- Cathy Lesurf (Gesang + Songkomposition), 1982 bis 1987
- Neil Marshall (Schlagzeug, Percussion, Gitarre), 1998 bis 2002
- Dave Mattacks (Schlagzeug, Piano, Synthesizer, Keyboard), 1976 bis 1978, 1982 bis 1983
- Julie Matthews (Gesang, Gitarre, Keyboard + Songkomposition), 1991 bis 1992, 1995 bis 1997, 1999
- Doug Morter (Gesang, Gitarre), 1979 bis 1981, 1984 bis 1985
- Ken Nicol (Gesang, Gitarre, Mandoline + Songkomposition), 1998 bis 2002
- Simon Nicol (Gesang, Gitarre, Dulcimer, Piano), 1973, 1976 bis 1978, 1982 bis 1983, 1993 bis 1997, 2003 bis 2013
- Gillie Nicholls (Gesang, Gitarre + Songkomposition), 1998 bis 1999
- Philip Pickett (Dulzian, Schalmei, Flöte, Krummhorn, Dudelsack, Trompete, Chalumeau, Rankett, Synthesizer), 1976 bis 1981, 1987
- Jean-Pierre Rasle (Gesang, Dudelsack, Krummhorn, Flöte, Harmonika), 1982 bis 1983
- Ashley Reed (Gesang, Geige), 1993 bis 1994
- Ric Sanders (Violine + Songkomposition), 1977 bis 1981
- John Shepherd (Piano, Synthesizer, Keyboard + Songkomposition), 1988 bis 1990
- John Sothcott (Krummhorn, Vielle, Citole), 1976 bis 1977
- Roger Swallow (Schlagzeug), 1973
- John Tams (Gesang, Melodeon, Harmonika + Songkomposition), 1976 bis 1981, 1990
- Graeme Taylor (Gitarre, Piano), 1976 bis 1981
- Benjamin Trott (Gitarre), 2011 bis 2014
- Dave Whetstone (Melodeon, Concertina, Gitarre, Dulcimer + Songkomposition), 1982 bis 1983
- Chris While (Gesang, Gitarre + Songkomposition), 1993 bis 1997, 1999
- Kellie While (Gesang, Gitarre, Schlagzeug, Percussion + Songkomposition), 1998 bis 2013
- Tom Wright (Gesang, Schlagzeug), 2011 bis 2014
- Tim Yates (Bass, Melodeon), 2011 bis 2014

## Diskografie

### Singles
| - Hopping Down in Kent/Merry Sherwood Rangers (1976) - The Postman’s Knock/La Sexte Estampie Real (1977) - Poor Old Horse/Ragged Heroes (1978) - Pain and Paradise/Lay Me Low (1979) - Young Love on the Dance Floor (Vinyl-EP) (1988) - Wings (1998) - Fighting Room (2011) (EP) Die folgende Auflistung verzeichnet das Erscheinungsjahr eines Albums. Das Produktionsjahr beziehungsweise das Aufnahmedatum kann in Einzelfällen davon abweichen. Als Albion Country Band - No Roses (mit Shirley Collins) (1971) - Battle of the Field (1976) Als Albion Dance Band - The Prospect Before Us (1977) - Shuffle Off! (1983) - I Got New Shoes (1988) - Dancing Days Are Here Again (Doppel-CD – CD 1: Live-Aufnahme von 1976, CD 2: identisch mit dem Album Shuffle Off! von 1983) (2007) - Rockin’ Barn Dance (Live-Aufnahme von 1988) (2009) - I Got New Shoes Revisited (zusätzliche Live-Aufnahmen) (2014) Als Albion Band - Rise Up Like the Sun (1978) - Lark Rise to Candleford (1980) - Light Shining (1983) - Under the Rose (1984) - A Christmas Present from the Albion Band (1985) - Stella Maris (1987) - The Wild Side of Town (mit Chris Baines) (1987) - Give Me a Saddle, I’ll Trade You a Car (1989) - 1990 (1990) - Songs from the Shows, Vol. 1 – Cassette (1990) - Songs from the Shows, Vol. 2 – Cassette (1991) - Live in Concert (Aufnahme 1977 und 1982) (1993) - Acousticity (1993) - Captured (1994) - Albion Heart (1995) | - Demi Paradise (1996) - Live at the Cambridge Folk Festival (Aufnahme 1977 und 1987) (1996) - The Acoustic Years: 1993 –1997 (Sampler) (1997) - Songs from the Shows, Vol. 1 and 2 (Doppel-CD) (1997) - Happy Accident (1998) - BBC Sessions (1998) - Along the Pilgrim’s Way (Sampler) (1998) - The Best of 89/90 (Sampler) (1999) - Albion Sunrise (Sampler) (1999) - Albion Heart (Sampler) (1999) - Before Us Stands Yesterday (1999) - Christmas Album (1999) - The HTD Years (Sampler) (2000) - Road Movies (2001) - An Evening with The Albion Band (2002) - No Surrender (Sampler) (2003) - Acousticity on Tour (2004) - Albion Heart on Tour (2004) - Albion Sunrise (Sampler) (2004) - Vintage Albion Band. On the Road 1977 – 1981 – 1982 (2007) - Natural and Wild (2009) - Vintage II. On the Road 1972 –1980 (2010) - Another Christmas Present – Live (Aufnahme 1986) (2010) - Vice of the People (2012) Als Albion Christmas Band - An Albion Christmas (2003) - Winter Songs (2006) - Snow on Snow (2008) - Traditional (2009) - A Sound in the Frosty Air (2011) - The Carols (2014) - One for the Road – Live in Concert (2014) - Magic Touch (2016) - Under the Christmas Tree (2018) (Sampler + 3 Bonus-Tracks) Unter anderen Namen - Etchingham Steam Band (Live-Aufnahmen 1974 –1976) (1995) - Ridgeriders (1999) - Burning Bright. The Life & Music of Ashley Hutchings (4-CD-Box mit bisher unveröffentlichten Aufnahmen der Albion Band) (2005) |